# 呉海軍工廠

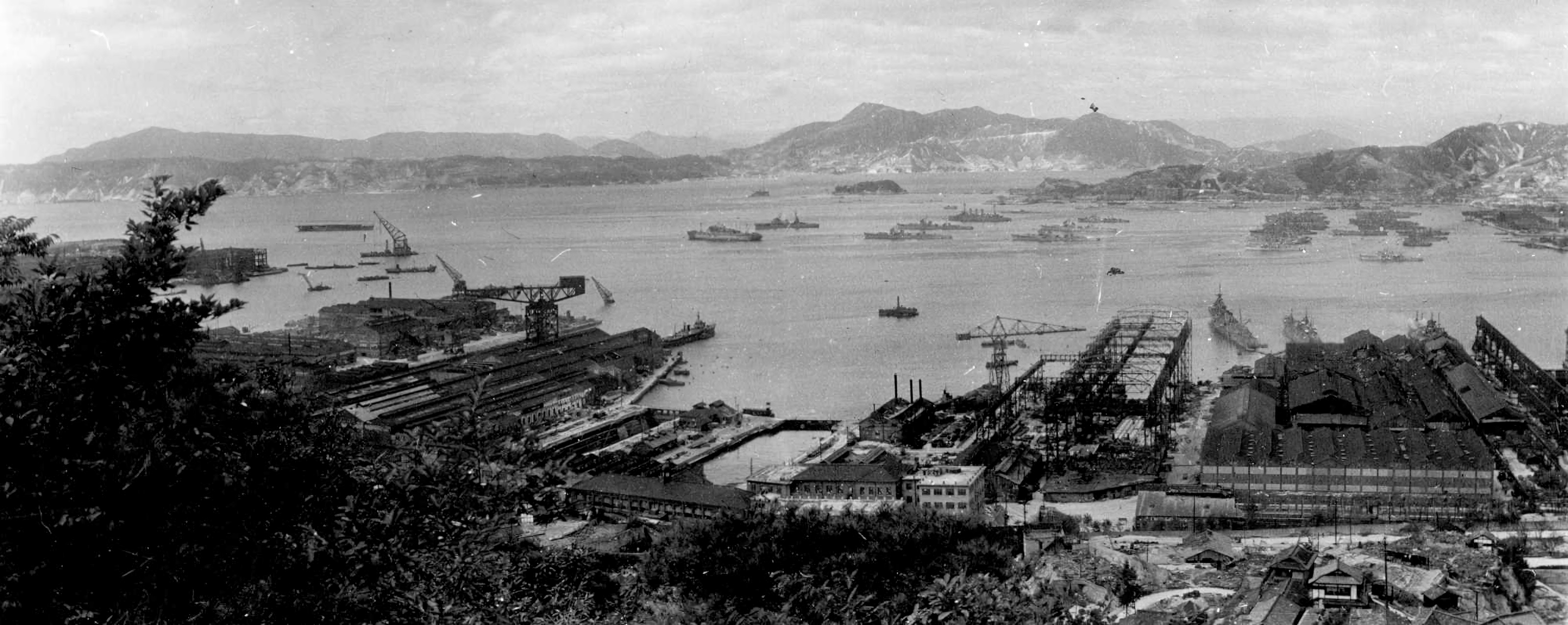
呉海軍工廠（1945年10月）

呉海軍工廠（くれかいぐんこうしょう）は、広島県の呉市にあった日本の海軍工廠。戦艦大和の建造で有名だが、終戦により工廠は解散。現在はジャパン マリンユナイテッド呉工場として大型民間船舶の建造を行っている。

## 概要

### 戦前
1889年 (明治22年) 呉鎮守府設置と同時に「造船部」が設置される。当初造船は神戸にあった小野浜造船所に頼っていたが、徐々に呉での設備を拡充、小野浜造船所は後に閉鎖された。
1903年 (明治36年)に日本海軍の組織改編で呉海軍工廠が誕生。その後は東洋一と呼ばれるほどにまで設備を充実させた。工員の総数は他の三工廠、横須賀、佐世保、舞鶴の合計を越える程で、ドイツのクルップと比肩しうる世界の二大兵器工場であった。戦艦「大和」を建造するなど多くの艦艇建造を手がけ、日本海軍艦艇建造の中心地となった。
砲熕部（砲塔（砲身を含む）の製造、開発）、製鋼部(装甲板の製造、開発)が設置され戦艦建造の主導的役割を果たしていた。三菱重工業長崎造船所で建造された戦艦武蔵の主砲塔、砲身も呉で製造されている。
1912年3月29日、1万人参加のストライキがうたれた。このストライキには、作家の宮地嘉六も参加し、第九工場の首謀者として検挙された。さらに、1918年8月の1918年米騒動には多数の工廠労働者が参加し、銃剣を持った海軍陸戦隊と対峙し死傷者が出た。

### 戦中
- 1945年6月22日9時よりB-29・290機が飛来し造兵部を中心に施設を破壊した。海軍工廠関係の死者は約1900名にのぼった。
  - 呉軍港空襲

### 戦後
| JMU呉工場(旧：呉工廠) |  | JMU呉工場(旧：呉工廠) |
| JMU呉工場(旧：呉工廠) |  |                       |

土地、設備は播磨造船所と米ナショナル・バルク・キャリア社（NBC）が引き継ぐ。呉造船所、石川島播磨重工業（現IHI）呉工場を経て現在はジャパン マリンユナイテッド呉工場。呉工場での自衛艦艇の建造は無いが、修理は行っている。なお「造船船渠（大和の建造用ドック）」は1993年に埋め立てられ、跡地は工場として再利用されている。しかし、大和の修理を行った「船渠（ドック）」は現存しており、自衛艦や米軍艦船などが現在も使用中である。
呉海軍工廠が大和建造時に採用した船体を部分ごとに造るブロック工法、部品共通化などの革新的管理システムは、後に世界に広まる効率的な日本型生産方式の源流ともいわれる。

## 沿革
戦前
- 1889年（明治22年）呉鎮守府設置。同じくして「造船部」設置、小野浜造船所を管轄する。
- 1891年（明治24年）呉での操業開始。
- 1895年（明治28年）「仮設呉兵器製造所」設立、小野浜造船所閉鎖。
- 1897年（明治30年）「仮設呉兵器製造所」は「呉海軍造兵廠」に改称、呉で初の軍艦宮古進水。
- 1897年（明治30年）「造船部」は造機部と合併して「造船廠」となる。
- 1903年（明治36年）「造兵廠」と「造船廠」が合併、「呉海軍工廠」となる。
- 1911年（明治44年）「造船船渠」完成。後に戦艦大和を建造するドック。
- 1921年（大正10年）呉海軍工廠広支廠開庁式。
- 1923年（大正12年）広支廠を廃止して、広海軍工廠を設置。

戦後
- 1945年（昭和20年）10月15日呉海軍工廠廃止。
- 1945年（昭和20年）株式会社播磨造船所が呉海軍工廠跡に呉船渠開設。
- 1952年（昭和27年）米ナショナル・バルクキャリア (NBC)が呉海軍工廠跡に呉造船部開設。
- 1954年（昭和29年）呉船渠は播磨造船所から独立し、株式会社呉造船所を設立。
- 1962年（昭和37年）NBCは呉造船部を呉造船所へ譲渡。
- 1968年（昭和42年）石川島播磨重工業が呉造船所を合併。

## 建造された主な艦艇
- 通報艦：宮古（呉で初めて建造された軍艦）
- 戦艦：安芸、摂津、扶桑、長門、大和
- 巡洋戦艦：筑波、生駒、伊吹
- 重巡洋艦：那智、愛宕、最上、伊吹(未成)
- 防護巡洋艦：対馬
- 軽巡洋艦：大淀
- 航空母艦：赤城、蒼龍、雲鷹(改装)、冲鷹(改装)、神鷹(改装)、葛城、阿蘇(未成)
- 水上機母艦：千歳、千代田、日進
- 敷設艦：勝力、八重山
- 潜水艦：伊400
- 特殊潜航艇:甲標的 蛟龍 (潜水艦) 、海龍、回天

## 歴代工廠長
- 山内万寿治 少将：1903年11月10日 - 1906年2月2日
- 北古賀竹一郎 少将：1906年2月2日 - 1908年5月15日
- 伊地知季珍 少将：1908年5月15日 - 1912年12月1日
- 村上格一 中将：1912年12月1日 - 1914年4月17日
- 野間口兼雄 少将：1914年4月17日 - 1915年12月13日
- 伊藤乙次郎 中将：1915年12月13日 - 1917年12月12日
- 小栗孝三郎 中将：1917年12月12日 - 1919年11月8日
- 中野直枝 中将：1919年11月8日 - 1920年10月1日
- 森山慶三郎 中将：1920年10月1日 - 1922年12月1日
- 金田秀太郎 少将：1922年12月1日 - 1923年8月13日
- 吉川安平 少将：1923年8月13日 - 1924年6月11日
- 伍堂卓雄 造兵少将：1924年6月11日 - 1928年12月10日
- 杉政人 機関少将：1928年12月10日 - 1931年12月1日
- 長谷川清 少将：1931年12月1日 - 1932年10月10日
- 松下薫 少将：1932年10月10日 - 1936年2月15日
- 豊田貞次郎 中将：1936年2月15日 - 1937年12月1日
- 吉成宗雄 機関中将：1937年12月1日 - 1939年11月15日
- 砂川兼雄 中将：1939年11月15日 - 1941年11月20日
- 渋谷隆太郎 機関中将：1941年11月20日 - 1943年9月15日
- 三戸由彦 中将：1943年9月15日 - 1945年5月1日
- 妹尾知之 中将：1945年5月1日 - 11月1日

## その他
部活動は全国規模で活躍した。排球（バレーボール）部は1922年創部。全日本総合選手権では1934年優勝し、1928年・1931年・1942年と3度準優勝している。蹴球（サッカー）部は創部年不明であるが、全国規模の大会に出場していた。硬式野球部は第14回都市対抗野球大会と第16回都市対抗野球大会に出場経験がある。
広島専売男子排球部（後のJTサンダーズ広島）や東洋工業蹴球部（後のサンフレッチェ広島F.C）は、県大会で常に呉工廠の前に敗れていたという記録が残っている。また、広島鉄道局（後のJR西日本硬式野球部）と並ぶ広島県勢の強豪球団としても知られていた。